# ケイス・スホウハメル・イミンク
コルネリス・アントニ・（ケイス）・スホウハメル・イミンク（Kornelis Antonie "Kees" Schouhamer Immink、1946年12月18日 - ）は、オランダの科学者・発明家・起業家である。彼の発明により、コンパクトディスク、DVD、Blu-ray Discなどの一般的なデジタルメディアを含むデジタルオーディオ、ビデオ、データ記録の時代が切り開かれた。彼は、数多くの発明をした影響力のある工学者であり、米国および国際特許を1100以上取得している。一般に使用されているオーディオ・ビデオの再生・記録装置の大部分は、彼の研究に基づいた技術を使用している。彼の符号化システムに対する貢献により、これまで達成できなかった情報密度で信頼できるデータ保存が可能となり、デジタルビデオとオーディオの革命を支えた。
イミンクは、デジタルオーディオ・ビデオの革命に対する貢献に対して多くの賞や栄誉を受けている。IEEE栄誉賞、IEEEエジソンメダル、米国テレビ芸術科学アカデミー(NATAS)の技術・工学エミー賞などである。2000年、オランダのベアトリクス女王からナイトの称号を与えられた。
現在イミンクは、1998年に設立されたTuring Machines Incの社長を務めている。イミンクはそのキャリアの中で、実践的な貢献のほか情報理論に貢献してきた。彼は120以上の論文と、Codes for Mass Data Storage Media（大容量データ記憶媒体のコード）などの4冊の本を書いた。また、1994年からドイツ・デュースブルク・エッセン大学の実験数学研究所の助教授であり、1997年からは客員教授としてシンガポール国立大学(NUS)に所属していた。

## 教育
イミンクは1974年に電子工学でEngineer's degreeを取得し、1985年にアイントホーフェン工科大学でPh.D.を取得した。博士論文のタイトルはProperties and Constructions of Binary Channel Codes（二進数伝送路符号の特性と構築）である。

## フィリップス研究所における初期の活動
大学を修了後、1967年にアイントホーフェンのフィリップス物理学研究所(NatLab)に入社し、そこで30年を過ごした。1972年まで、著名な物理学者ヘンドリック・カシミールが研究所所長だった。イミンクは、当時の研究所の雰囲気を次のように語っている。「我々が意義があると判断した研究はすべて実行でき、あらかじめ決まったタスクは与えられなかった。その代わり、自律的な研究に対する完全な自由と支援を与えられた。その日に何をするか決まっていない状態で仕事に行ったのだ。研究の進め方についてのこうした考え方というか、むしろ明確に定めないという考え方は、結果として驚くべき発明に繋がった。それはイノベーションの天国だった」イミンクは様々なグループで研究しており、1974年に光学の研究グループに加わった。そこで彼は、光学レーザーディスクシステムに関する先駆的な研究をすることになる。彼は主にビデオディスクの電子技術とサーボ機構に貢献した。MCAとフィリップスは共同でレーザーディスクシステムを市場に投入した。レーザーディスクは、VHSの登場の2年後、CDの登場の4年前の1978年に、アトランタで最初に発売された。 レーザーディスクは、市場シェアにおいて大きな存在を維持することはなかった。フィリップスとMCAによるレーザーディスクの普及活動は成功せず、1981年に中止された。

## コンパクトディスク
1976年頃、フィリップスとソニーは光学式ビデオディスク技術に基づいたデジタルオーディオディスクプレーヤーのプロトタイプを発表した。Tekla Perryによる2017年5月のIEEEスペクトラムのインタビューで、イミンクは、ソニーとフィリップスが1つの設計を共同で解決することを決定した1979年末にCDプロジェクトに参加したと説明している。フィリップスとソニーは1978年にCDプレーヤーのプロトタイプをマスコミに発表した。イミンクは次のように語っている。「（フィリップスのチームは）競合する2つのシステム、品質、傷への対処方法、欠陥の対処方法を測定するために誰かが必要だった。私のレーザーディスクの研究は終わっていたので、私は『ええ、私ができます』と言いました」。ピットとランドの列にデジタルオーディオデータを記録するための方式について、フィリップスとソニーで異なる方式を検討していた。多くの実験を経て、イミンクはサーボ機構にうまく対処できる符号化方式を発明し、これにより演奏時間が30パーセント改善された。イミンクが考案した符号化方式は、EFM(Eight-to-fourteen modulation)と呼ばれている。
イミンクは、 ソニーとフィリップスの共同タスクフォースに参加し、コンパクトディスクの規格である「レッドブック」を開発した。彼はEFMとCIRCの符号化体系に貢献した。
記事"Shannon, Beethoven, and the Compact Disc"（シャノン、ベートーヴェン、コンパクトディスク）の中で、イミンクはCDの発売に至るまでの数年間の歴史を振り返り、その間になされた様々な重要な決定を披露している。なかでも、コンパクトディスクの直径に関し、フィリップスが115mm、ソニーは100mmとする案をはじめは推していたが、最終的に120mmで決着したことについて、ヴィルヘルム・フルトヴェングラーが指揮した演奏時間74分のベートーベンの交響曲第9番を収録するためだけにそうなったという都市伝説を、イミンクは否定している。仮に115mmで決まっていれば、すでに同サイズのディスクを生産できる体制が整っていたフィリップスに商業的な先行を許すことになりかねないのをソニーが嫌い、大賀典雄の音楽好きを口実に120mm案に落ち着かせたのだろうという私見を述べている。
1980年にCDの規格が画定された後、イミンクは共同研究者とともに、既に溝を刻んだディスクへの光磁気音声録音に関する先駆的な実験を行った。彼らはまた、アナログビデオディスク規格をデジタル音声に拡張する簡単な方法を発見した。これらの技術は、ミニディスクやCDビデオとして実用化された。1984年以降に製造されたレーザーディスクは、音声信号をデジタル符号化している。

## DVDとBlu-ray Disc
1993年、東芝の技術者は、コンパクトディスクの後継となるSuper Density Discを開発した。イミンクはフィリップスとソニーの作業部会のメンバーであり、この陣営は競合するディスクフォーマットであるMultiMedia Compact Discを開発した。イミンクは、CDで使用されているEFMよりも効率的なEFMPlusを開発した。業界は、1980年代にVHSとベータマックスの間で起きたビデオ戦争の再来を恐れた。IBMの社長ルイス・ガースナーは、EFMの実績があることからイミンクのEFMPlusによる記録方式を採用するよう求めた。1995年9月、フィリップス・ソニー陣営は東芝のSuper Density Discを受け入れ、東芝はEFMPlusを受け入れるという合意がなされた。DVDには、音声専用のフォーマットとして、ソニーが独自に開発したSuper Audio CD(SACD)と東芝が開発したDVD-Audioがある。これらは、非常に高音質の音声コンテンツを配信するためのフォーマットで、双方の間には互換性がない。SACDとDVD-Audioの規格争いは決着がついていないが、どちらもまだオーディオCDを置き換えることには成功していない。
1996年にDVD規格が決着してすぐ、フィリップス・ソニー陣営はDVDで自分たちの規格が受け入れられなかったことに失望して、DVDの後継となる青色レーザーを使用した次世代のデジタルビデオレコーダー(DVR)を開発することを決定した。フィリップスとソニーは共同作業部会を立ち上げ、イミンクとその同僚はDVR（後にBlu-rayとよばれることになる）の符号化設計を担当した。設計から7年後の2005年、Blu-ray Discが発売された。2002年にDVDフォーラムはHD DVDという別のフォーマットを採用していた。この2つの規格は互換性がなかった。青色レーザーの規格争いは、2008年初頭に東芝がHD DVDフォーマットからの撤退を発表したことで、Blu-ray Discの勝利に終わった。

## DVとDCC
1985年、イミンクはフィリップスの磁気記録グループに加わり、デジタルビデオテープレコーダー、DVおよびデジタルコンパクトカセット(DCC)の符号化技術の設計に貢献した。DCCは1992年に導入されたが、1996年に製造中止になった。1994年に発売されたDVは、家庭用およびセミプロのビデオ制作用の一般的なテープ規格になった。

## Turing Machines社
イミンクは1998年に30年以上在籍したフィリップス研究所を去り、Turing Machines社を設立した。そこで、新しい符号化技術の作成に成功し、約10件の米国特許を取得した。

## 工学への貢献
イミンクは、Audio Engineering Society(AES)、IEEE、SMPTE、いくつかの大学を含む多くの技術団体、政府機関、学術機関の役員・理事の役職を歴任してきた。彼はシャノン財団の受託者であり、IEEE Consumer Electronics SocietyとInformation Theory Societyの会長だった。彼は10年以上にわたりAESの理事であり、2002年から2003年までその会長を務めた。

## 賞と栄誉
- IEEE栄誉賞（2017年）for pioneering contributions to video, audio, and data recording technology, including compact disc, DVD, and Blu-ray（コンパクトディスク、DVD、ブルーレイなどのビデオ、オーディオ、データ記録技術への先駆的貢献に対して）[39]
- ファラデー・メダル（2015年）[40]
- 欧州発明家賞 Lifetime achievement finalist（2015年）[41]
- エドゥアルト・ライン財団技術賞（2014年、ドイツ）for contributions to the theory and practice of channel codes that enable efficient and reliable optical recording, and creative contributions to digital recording technology（効率的で信頼性の高い光記録を可能にする伝送路符号の理論と実践への貢献、およびデジタル記録技術への創造的貢献に対して）
- ヨハネスブルグ大学 名誉博士（2014年、南アフリカ）in recognition of the remarkable contributions he has made to intellectual and public life（彼が知的および公衆生活にもたらした著しい貢献を認めて）[42]
- オランダ王立科学協会（英語版）会員（2012年、ハールレム）
- 全米技術アカデミー外国人会員（2007年、アメリカ合衆国）[43]
- SMPTE プログレスメダル（2004年、アメリカ合衆国）for the central role played in research and development of audio and video recording products（オーディオ・ビデオ記録製品の研究開発において中心的な役割を果たしたことに対して）[44]
- IEEE Consumer Electronics Engineering Excellence Award（2004年、アメリカ合衆国）
- AES（英語版） ハイザー記念講演者（2004年5月、アメリカ合衆国）[45]
- 米国テレビ芸術科学アカデミー 技術・工学エミー賞（2003年、アメリカ合衆国）for coding technology for optical recording formats（光記録フォーマットの符号化技術に対して）
- コンシューマー・エレクトロニクスの殿堂（英語版）（2003年、アメリカ合衆国）
- オラニエ＝ナッサウ勲章（英語版） ナイト（2000年、オランダ）
- オランダ電子無線学会 名誉会員（2000年、オランダ）
- IEEE ミレニアムメダル（2000年、アメリカ合衆国）
- AES（英語版） ゴールドメダル（1999年、アメリカ合衆国）for significant contributions to the advancement of consumer audio technology（民生用オーディオ技術の進歩への多大な貢献に対して）
- IEEE エジソンメダル（1999年、アメリカ合衆国）for a career of creative contributions to the technologies of digital video, audio, and data recording.（デジタルビデオ、オーディオ、データ記録の技術への創造的な貢献のキャリアに対して）[46]
- Golden Jubilee Award for Technological Innovation awarded by the IEEE Information Theory Society（英語版）（1998年、アメリカ合衆国）for the invention of constrained codes for commercial recording systems[47]
- AES 50周年記念賞（1998年、アメリカ合衆国）
- オランダ王立芸術科学アカデミー会員（1996年、オランダ）[48]
- SMPTEフェロー（1996年、アメリカ合衆国）
- IEEE井深大コンシューマー・エレクトロニクス賞（1996年、アメリカ合衆国）for pioneering contributions to consumer digital audio and video recording products（民生用デジタルオーディオ・ビデオ録画製品への先駆的貢献に対して）[49]
- SMPTE アレクサンダー・M・ポニアトフ（英語版）技術優秀ゴールドメダル賞（1994年、アメリカ合衆国）for outstanding contributions to the development of new techniques and/or equipment that have contributed to the advancement of audio or video magnetic recording and reproduction（オーディオ・ビデオの磁気記録および再生の進歩に貢献する新しい技術や機器の開発に大きく貢献したことに対して）
- 英国電気工学会（英語版） J・J・トムソンメダル（1993年）for distinguished contributions to electronics.（電子工学への著しい貢献に対して）
- 英国電気工学会（英語版）フェロー（1993年、イギリス）
- 公認技術者（英語版）(CEng)（1993年、イギリス）
- AES（英語版） シルバーメダル（1992年、アメリカ合衆国）for major contributions to the development of digital audio recording systems（デジタル音声記録システムの開発に大きく貢献したことに対して）
- Audio Engineering Society（英語版）フェロー（1992年、アメリカ合衆国）
- IEEEフェロー（アメリカ合衆国）for contributions to optical laser recording and compact disc digital audio systems（光レーザー記録およびコンパクトディスクデジタルオーディオシステムへの貢献に対して）

## 情報源
- Codes for Mass Data Storage Systems, Second fully revised edition, Shannon Foundation Publishers, Eindhoven, The Netherlands, Nov. 2004. ISBN 90-74249-27-2
- The Compact Disc Story, AES Journal, pp. 458–465, May 1998 .
- The future of digital audio recording, AES Journal., pp. 171–172, 1999 .
- アメリカ合衆国特許第 4,501,000号, EFM Patent, base code applied in Compact Disc, CD-R, MiniDisc
- アメリカ合衆国特許第 5,696,505号, EFMPlus Patent, base code applied in DVD, DVD-RW, SACD

### 映像資料
- IEEE Interview with Kees Immink winner of the 2017 IEEE Medal of Honor, Part 1 (5.46 min), Nov. 2017
- IEEE Interview with Kees Immink, Part 2. (3 min), Nov. 2017.
- IEEE Honors Ceremony, (10 min), May 2017
- IEEE Medal of Honor, Kees Immink: The Birth of Digital Media, IEEE, (4 min), May, 2017
- Faraday Medal, IET, (2.3 min), Nov. 2015
- Alice Baxter interviews inventor Kornelis A. Schouhamer Immink, 11/06/15, BBC (3 mins), June 2015
- Kornelis A. Schouhamer Immink - Coding method for CD, DVD and Blu-Ray, EPO, 2015 (3 mins)
- AES Oral History Project: Kees A.Schouhamer Immink, 2001
- IEEE Honors Ceremony, Edison Medal, June 1999